# Scopula pyraliata
Scopula pyraliata là một loài bướm đêm trong họ Geometridae.